# Хто твої предки?
Хто твої предки? — комедійний фільм 2002 року.

## Сюжет
Кріс живе у прийомній сім'ї у маленькому містечку, живе звичайним життям американського підлітка. І раптом дізнається про смерть його справжніх батьків, що залишають йому у спадок 87 мільйонів доларів та цілу порноімперію під назвою «Рай». Життя круто змінилось: вілла, автомобілі, красиві дівчата, слава. Але знаходиться дядечко, який хоче перехопити імперію собі. І йому це вдається, та не надовго…